# Грыгляшевская, Халина
Халина Грыгляшевская (пол. Halina Gryglaszewska, 13 июня 1917, Харьков — 18 июня 2010, Краков) — польская актриса театра, кино и телевидения.

## Биография
Халина Грыгляшевская родилась 13 июня 1917 года в Харькове. Образование получила в Государственной высшей актёрской школы в Кракове.
Дебютировала в театре в 1946 г. Актриса театров в Кракове и Кельце. Выступала в спектаклях «театра телевидения» в 1965—1998 гг. Умерла 18 июня 2010 года в Кракове, похороненная в Тарнуве.

## Избранная фильмография
- 1956 — Три женщины / Trzy kobiety
- 1971 — Болеслав Смелый / Bolesław Śmiały
- 1974 — Земля обетованная / Ziemia obiecana
- 1975 — Страх / Strach
- 1979 — Белая мазурка (Прощальная мазурка) / Biały mazur
- 1981 — Маятничек / Wahadełko
- 1991 — Двойная жизнь Вероники / La Double Vie De Veronique
- 1998 — Ничего / Nic

## Награды
- 1956 — Золотой Крест Заслуги.
- 1977 — Кавалерский крест Ордена Возрождения Польши.
- 1977 — Награда Министра культуры и искусства ПНР 1-й степени.